# Kalun
Kalun je brdo smješteno sjeverno od Drniša, visine 472 metra.
Na Kalunu se nalazi arheološki lokalitet s ostacima prapovijesne gradine.

## Etimologija
U nekim dijelovima Dalmacije i na nekim hrvatskim otocima, poput Splita i Suska, riječ 'kalun' označava 'top', što potječe iz talijanske riječi 'cannone' = 'top'.